# Juan de Cortázar Abasolo
Juan de Cortázar Abasolo (Bilbao, 8 de juny de 1809 - 12 d'abril de 1873) va ser un matemàtic basc, acadèmic de la Reial Acadèmia de Ciències Exactes, Físiques i Naturals.

## Biografia
Va estudiar llatí als franciscans de Bilbao des de 1819 i va acabar els estudis generals al col·legi de Santiago el 1827; immediatament va ser professor de matemàtiques fins a 1834.
El 1834 va estar a l'Escola Central d'Arts i Manufactures de París i es va graduar en enginyeria el 1837. Després d'un breu pas per Anglaterra, va tornar a Espanya amb el títol de catedràtic de matemàtiques elementals i el 1847 es va llicenciar en Ciències amb el que va aconseguir el nomenament de catedràtic d'àlgebra superior i Geometria analítica de la Universitat Central de Madrid el 1850, on després en fou degà.
El 1857 va ser escollit acadèmic de la Reial Acadèmia de Ciències Exactes, Físiques i Naturals però, malalt, va renunciar al seu càrrec el 1862.
Les seves obres són reconegudes com a llibres de text d'ensenyament en diverses facultats, i se'n van vendre més d'un milió d'exemplars. Va ser un dels primers a ensenyar càlcul d'unitats imaginàries i les seves formes binomial i trigonomètrica.

## Obres
- Aritmética (1890)
- Complemento de álgebra (1869)
- Memoria del cálculo del interés (1851)
- Tratado de álgebra elemental (1848)
- Geometría elemental (1850)
- Tratado de trigonometría y topografía (1871)
- Tratado de geometría elemental (1852)
- Tratado de trigonometría rectilínea y esférica y de topografía (1858)
- Tratado de geometría analítica (1862)
- Tratado de Aritmética (1860)